# You'll Never Walk Alone
You'll Never Walk Alone je píseň z muzikálu Carousel autorů Richarda Rodgerse a Oscara Hammersteina II, z roku 1945. Uchytila se i mimo muzikál a nazpívalo ji mnoho zpěváků, mimo jiné Frank Sinatra, Judy Garlandová, Elvis Presley a Johnny Cash.
Nejznámější[zdroj?] verze je ale nazpívána liverpoolskými hudebníky Gerry & The Pacemakers.

## České coververze
V roce 1965 ji pod názvem Nikdy nejdeš sám s textem Zdeňka Borovce nazpíval Jiří Popper.
V roce 1974 ji pod stejným názvem, ale s jiným textem od téhož autora, nazpíval Karel Gott.

## Hymna Liverpool FC

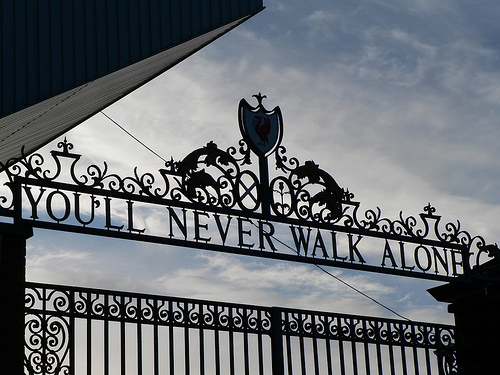
Brána v Liverpoolu s názvem písně

Je hymnou anglického fotbalového FC Liverpool. Tato píseň se na Anfield začala zpívat na začátku 60. let dvacátého století. Postupně si získala velkou popularitu i mezi fanoušky dalších klubů po celém světě. Název této písně lze nalézt na vršku Shankleyho brány, která stojí u stadionu Anfield. Tato brána byla umístěna u stadionu 26. srpna 1982 jako památka na legendárního manažera Billa Shankleyho. Vrchní část této brány s nápisem You'll Never Walk Alone je také graficky vyobrazena v klubovém znaku.
Kuriózní je, že tato hymna údajně zazněla nejdříve na hřišti odvěkých rivalů - Manchester United, kteří tak chtěli uctít své zemřelé kamarády z leteckého neštěstí v roce 1958. Teprve později ji za svou vzali fanoušci Liverpoolu, ale také Borussie Dortmund či Celticu Glasgow.